# Joseph Black
Joseph Black (n. 16 aprilie 1728, Bordeaux, Franța – d. 6 decembrie 1799, Edinburgh, Regatul Marii Britanii) a fost un fizician scoțian, cunoscut pentru că a definit căldura latentă și căldura specifică și a descoperit gazul dioxid de carbon.
A fost profesor de medicină și chimie la Universitatea din Glasgow, iar James Watt i-a fost discipol.